# Nn (statek 1840)
Wiślany, parowy statek spacerowy o nieznanej nazwie Królestwa Polskiego (środkowej Wisły) o napędzie bocznokołowym. Pływał w rejonie Warszawy.

## Dane
- armator: Steinkeller
- miejsce budowy: Anglia
- maszyna parowa
  - moc: 40 KM.

## Historia
- 1840 r. - rozpoczęcie służby
- 1845? 1850? r. - zatopiony? sprzedany za granicę?

## Literatura
- Witold Arkuszewski "Wiślane statki pasażerskie XIX i XX wieku".